# Wohn- und Wirtschaftsgebäude Poststraße 6
Die Wohn- und Wirtschaftsgebäude Poststraße 6 im niedersächsischen Elsfleth-Sandfeld im Landkreis Wesermarsch, stammt aus der ersten Hälfte des 19. Jahrhunderts.

Aktuell (2023) wird es als Wohnhaus und wohl gewerblich genutzt.
Das Gebäude steht unter Denkmalschutz (siehe auch Liste der Baudenkmale in Elsfleth).

## Beschreibung
Das eingeschossige giebelständige Wohn- und Wirtschaftsgebäude in Fachwerk mit Steinausfachungen als Zweiständer-Hallenhaus, mit reetgedecktem Krüppelwalmdach mit Niedersachsengiebeln und Uhlenloch sowie der Grooten Door wurde zwischen 1801 und 1833 gebaut. Das innere Ständergerüst ist weitgehend erhalten.

Das Gebäude steht auf einer Wurt auf einem sehr tiefen Grundstück.
Das Landesdenkmalamt befand: „… geschichtliche Bedeutung … als beispielhaftes Fachwerkhallenhaus aus dem 1. Drittel des 19. Jhs.“